# Helga Naumann
Helga Naumann (* nach 1935) ist eine deutsche Tischtennisspielerin. Sie nahm für das Saarland an zwei Weltmeisterschaften teil.

## Werdegang
Naumann gehörte in den 1950er Jahren zu den besten Tischtennisspielerinnen des Saarlandes. Sie spielte von 1950 bis 1954 beim Verein SV Rockershausen und danach beim 1. FC Saarbrücken. Bei den Meisterschaften des Saarlandes gewann sie acht Mal einen Titel: Im Doppel 1953 und 1954 mit Helga Herresthal sowie von 1955 bis 1957 mit Eva Graf, außerdem im Mixed 1954 mit Ossi Michel und 1956 und 1957 mit Hans Krämer. In der Saison 1955/56 wurde sie in Worms südwestdeutsche Meisterin im Einzel. Diesen Titel konnte sie im Folgejahr nicht verteidigen, da sie wegen mangelnder Trainingsvorbereitung vom Saarländischen Tischtennisbund STTB nicht gemeldet wurde. 1957 kam Naumann bei den nationalen deutschen Meisterschaften bis ins Halbfinale.
Zweimal vertrat sie das Saarland bei Weltmeisterschaften: 1954 in London und 1955 in Utrecht. Dabei kam sie nicht in die Nähe von Medaillenrängen. 1954 scheiterte sie im Einzel und im Mixed in der Qualifikationsrunde und im Doppel mit Helga Herresthal an Josee Wouters / Mary Detournay (Belgien). 1955 gewann sie im Einzel gegen Zdenka Urek (Jugoslawien) und verlor dann gegen die Österreicherin Ermelinde Rumpler-Wertl. Das Doppel mit Eva Graf schied ebenso in der ersten Runde gegen Trude Pritzi/Friederike Lauber (Österreich) aus wie das Mixed mit Willi Trautmann gegen Helmuth Jespersen/Gudrun Kahns (Dänemark).

## Privat
Helga Naumann war verheiratet mit Hans Krämer.

## Turnierergebnisse
| Verband | Veranstaltung     | Jahr | Ort     | Land | Einzel    | Doppel    | Mixed      | Team |
| ------- | ----------------- | ---- | ------- | ---- | --------- | --------- | ---------- | ---- |
| SAA     | Weltmeisterschaft | 1955 | Utrecht | NED  | letzte 64 | letzte 64 | letzte 128 | 16   |
| SAA     | Weltmeisterschaft | 1954 | Wembley | ENG  | Qual      | letzte 64 | Qual       | 19   |